# Municipio de Luleå
Luleå es un municipio perteneciente a la provincia de Norbotnia, norte de Suecia.

## Localidades
- Alvik
- Antnäs
- Avan
- Bälinge
- Bensbyn
- Bergnäset
- Brändön
- Ersnäs
- Gammelstaden
- Jämtön
- Kallax
- Karlsvik
- Klöverträs
- Luleå
- Måttsund
- Persön
- Råneå
- Rutvik
- Södra Sunderbyn

## Demografía
| Gráfica de evolución demográfica de Luleå entre 1990 y 2020 |
|                                                             |
| Datos según City Population.                                |